# Grand Prix automobile de Chine 2024
GP précédent GP suivant
Le Grand Prix automobile de Chine 2024 (Formula 1 Lenovo Chinese Grand Prix 2024), disputé le 21 avril 2024 sur le circuit international de Shanghai, est la 1106e épreuve du championnat du monde de Formule 1. Il s'agit de la dix-septième édition du Grand Prix de Chine comptant pour le championnat du monde de Formule 1 depuis 2004, et de la cinquième manche du championnat 2024. La Formule 1 revient en Chine après un interruption de cinq années due aux restrictions sanitaires liées à la pandémie de Covid-19, le dernier Grand Prix en date à Shanghai ayant eu lieu en 2019.
Le Grand Prix de Chine est le premier des six de la saison à compter une course sprint ; le programme du weekend, modifié à compter de cette année,ne compte qu'une séance d'essais libres, le vendredi matin, suivie par les qualifications pour le sprint. Le samedi, le sprint a lieu en fin de matinée, l'après-midi étant consacré aux qualifications pour le Grand Prix qui se déroule le dimanche.
En treize sprints disputés depuis la création de cette formule de course en 2021, Max Verstappen en est à sa huitième victoire. Celle-ci entre dans la catégorie des succès faciles : quatrième sur la grille de départ, il prend les commandes au bout de neuf tours pour gagner, dix boucles plus tard, avec plus de treize secondes d'avance sur Lewis Hamilton qui conserve sa position de départ face à Sergio Pérez, suivi de Charles Leclerc et de Carlos Sainz. Parti en tête, Lando Norris sort de la piste au premier virage et termine sixième devant son coéquipier Oscar Piastri et George Russell qui prennent les derniers points en lice.
Quelques heures plus tard, Verstappen domine sans coup férir les trois phases des qualifications et les deux tentatives en Q3. Il réalise sa cinquième pole position de la saison, restant invaincu dans cet exercice, et la trente-septième de sa carrière. Derrière son coéquipier Sergio Pérez qui part à ses cotés en première ligne, ses rivaux se tiennent en trois dixièmes, à une demi-seconde du Poleman. Fernando Alonso est troisième, accompagné sur la deuxième ligne par Lando Norris ; suivent, séparés par quelques millièmes de seconde, Oscar Piastri et Charles Leclerc. Carlos Sainz Jr., malgré un accident en Q2, est en quatrième ligne, devant George Russell. Les « invités de la Q3 », Nico Hülkenberg et Valtteri Bottas, se partagent la cinquième ligne.
Max Verstappen, jamais inquiété et largement dominateur remporte aisément l'épreuve, avec treize secondes d'avance sur Lando Norris, auteur d'un changement de pneus opportuniste sous le régime de la voiture de sécurité ; son rythme de course, qui l'étonnera lui même, lui permet de mettre Sergio Pérez, troisième, à distance respectable. Ces deux pilotes terminant sur le podium à l'issue d'une course ouverte et indécise et qui ne concerne pas le triple champion du monde leader du championnat.
Au départ, Fernando Alonso enroule le long premier virage par l'extérieur pour dépasser Sergio Pérez et boucler le premier tour en deuxième position, derrière Verstappen qui s'est mis, en quelques virages, hors de portée d'aileron mobile. Le Mexicain met six tours à reprendre le pilote Aston Martin mais use tellement ses pneus qu'il se retrouve à plus de six secondes de son coéquipier. Dans la foulée, Norris dépasse aussi Alonso pour le gain de la troisième place. Leclerc prend le meilleur sur Russell puis sur Piastri et roule en quatrième positon après onze tours quand Alonso rentre, le premier, au stand. Verstappen change ses pneus au treizième tour, suivi de son coéquipier, ce qui laisse Norris en tête, devant Leclerc. Le leader du championnat met quatre tours pour reprendre les commandes, en roulant deux secondes au tour plus vite que tout le monde.
Au vingtième tour, Valtteri Bottas abandonne sa Kick Sauber C44, moteur cassé, en bord de piste, ce qui déclenche une procédure de voiture de voiture de sécurité virtuelle. À un tour d'écart, Leclerc et Norris bénéficient d'un arrêt avantageux, quand, au vingt-quatrième passage, la voiture de sécurité entre en piste. Les Red Bull en profitent pour changer à nouveau leurs pneus ; si Verstappen conserve la première place, Pérez ressort derrière Norris et Leclerc. Il dépasse le Monégasque au bout de trente-huit tours mais échoue à rattraper Norris.
Au moment de la relance, dans le virage en épingle no 14, Lance Stroll, coupable d'un manque d'attention, percute la VCARB 01 de Daniel Ricciardo qui se soulève et emboutit la McLaren de Piastri ; seul Ricciardo abandonne tandis que Stroll est pénalisé. Au même moment, Kevin Magnussen expédie Yuki Tsunoda en tête-à-queue et le contraint à l'abandon, provoquant une seconde sortie de la voiture de sécurité. Verstappen gère parfaitement la deuxième relance et s'échappe à nouveau. Derrière, la course reste animée, notamment entre les coéquipiers Ferrari qui tourne à l'avantage de Leclerc, quatrième devant Sainz. Russell finit cinquième avec quelques secondes d'avance sur Alonso, qui effectue une remontée éclair depuis la douzième place après un troisième changement de pneus ; il obtient aussi le point bonus du meilleur tour. Piastri se classe huitième en maintenant Hamilton dans son sillage tandis que Nico Hülkenberg prend le dernier point en jeu.
Grâce à sa quatrième victoire de la saison, la cinquante-huitième de sa carrière, bonifiée par son succès lors du sprint, Verstappen inscrit 33 points et mène le championnat avec 110 points. Son coéquipier Sergio Pérez reste deuxième (85 points) devant Charles Leclerc (76 points) et l'autre pilote Ferrari Carlos Sainz Jr. (69 points). Lando Norris (58 points) possède désormais une avance de 20 points sur son coéquipier Oscar Piastri, sixième. George Russell (33 points) occupe la septième place, devant Fernando Alonso (31 points) , Lewis Hamilton (19 points) et lance Stroll (9 points). Chez les constructeurs, Red Bull (195 points) se détache encore par rapport à Ferrari (151 points) et McLaren (96 points). Suivent Mercedes (52 points) et Aston Martin (40 points). Plus loin encore, Racing Bulls (7 points) et Haas (5 points) sont les dernières équipes à avoir marqué. En fond de classement évoluent Williams et  Alpine qui laisse la dernière place à Kick Sauber.

## Pneus disponibles
| Pneus pour piste sèche | Pneus pour piste sèche | Pneus pour piste sèche | Pneus pluie    | Pneus pluie |
| ---------------------- | ---------------------- | ---------------------- | -------------- | ----------- |
| Durs (Type C2)         | Medium (Type C3)       | Tendres (Type C4)      | Intermédiaires | Pluie       |

## Essais libres et qualifications sprint

### Première séance, le vendredi de 11 h 30 à 12 h 30
| Pos. | Pilote          | Voiture               | Chrono         | Écart     |
| ---- | --------------- | --------------------- | -------------- | --------- |
| 1    | Lance Stroll    | Aston Martin-Mercedes | 1 min 36 s 302 |           |
| 2    | Oscar Piastri   | McLaren-Mercedes      | 1 min 36 s 629 | + 0 s 327 |
| 3    | Max Verstappen  | Red Bull-Honda RBPT   | 1 min 36 s 660 | + 0 s 358 |
| 4    | Sergio Pérez    | Red Bull-Honda RBPT   | 1 min 36 s 690 | + 0 s 388 |
| 5    | Nico Hülkenberg | Haas-Ferrari          | 1 min 37 s 101 | + 0 s 799 |
| 6    | Kevin Magnussen | Haas-Ferrari          | 1 min 37 s 118 | + 0 s 816 |

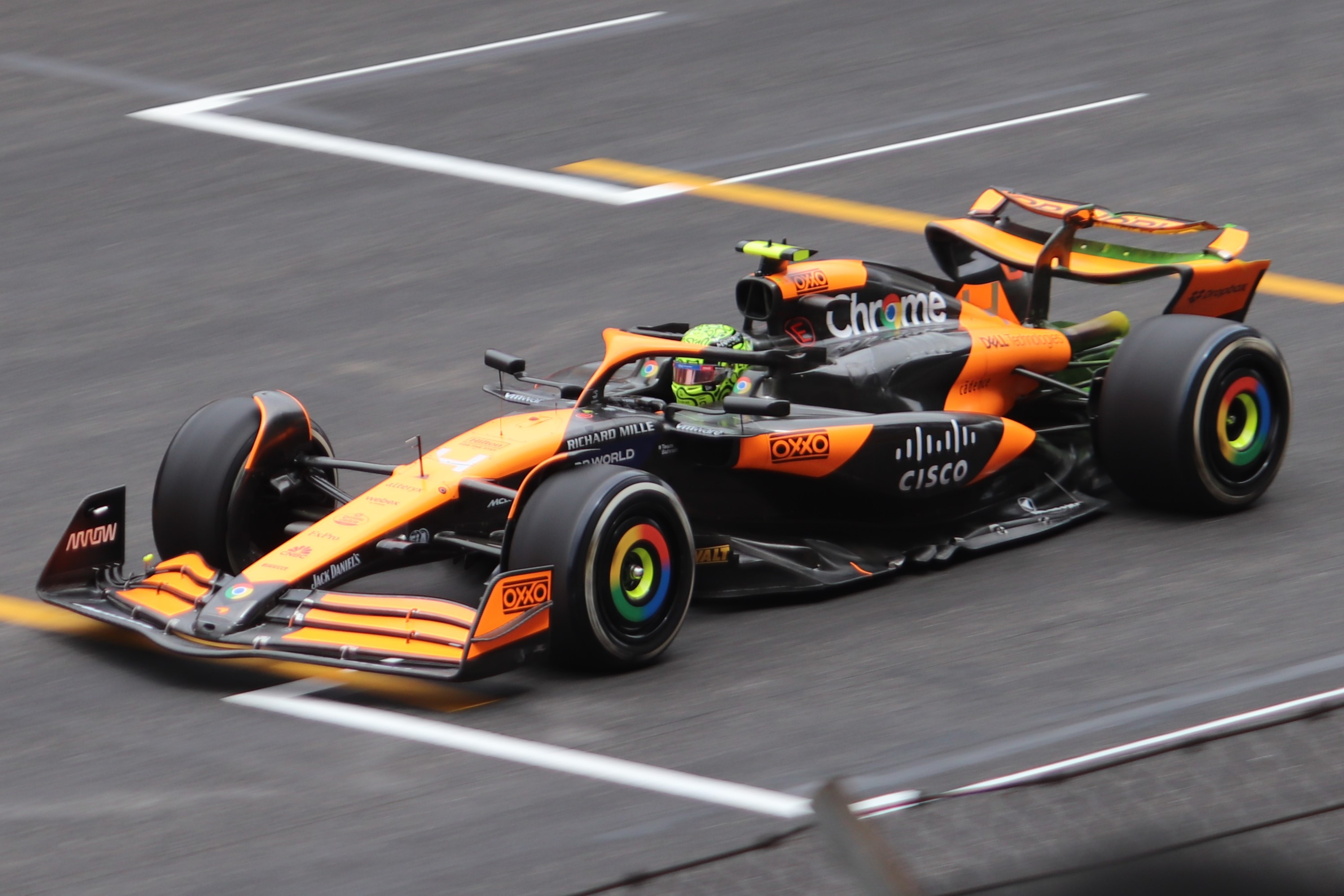
Lando Norris au Grand Prix de Chine.

- La séance est interrompue au drapeau rouge durant quatre minutes après qu'un incendie s'est déclaré dans le virage no 7 ; un fumigène a brûlé quelques mètres carrés de pelouse mais n'a pas endommagé les protections de bord de piste[4].

### Qualifications sprint, le vendredi de 15 h 30 h à 16 h 14
| Pos. | Pilote           | Écurie                  | SQ1 (12 min)   | SQ2 (10 min)   | SQ3 (8 min)    |
| --- | ---------------- | ----------------------- | -------------- | -------------- | -------------- |
| 1 | Lando Norris     | McLaren-Mercedes        | 1 min 36 s 384 | 1 min 36 s 047 | 1 min 57 s 940 |
| 2 | Lewis Hamilton   | Mercedes                | 1 min 37 s 181 | 1 min 36 s 287 | 1 min 59 s 201 |
| 3 | Fernando Alonso  | Aston Martin-Mercedes   | 1 min 36 s 883 | 1 min 36 s 119 | 1 min 59 s 915 |
| 4 | Max Verstappen   | Red Bull-Honda RBPT     | 1 min 36 s 456 | 1 min 35 s 606 | 2 min 00 s 028 |
| 5 | Carlos Sainz Jr. | Ferrari                 | 1 min 36 s 719 | 1 min 36 s 052 | 2 min 00 s 214 |
| 6 | Sergio Pérez     | Red Bull-Honda RBPT     | 1 min 36 s 110 | 1 min 35 s 781 | 2 min 00 s 375 |
| 7 | Charles Leclerc  | Ferrari                 | 1 min 36 s 537 | 1 min 35 s 711 | 2 min 00 s 566 |
| 8 | Oscar Piastri    | McLaren-Mercedes        | 1 min 36 s 542 | 1 min 35 s 853 | 2 min 00 s 990 |
| 9 | Valtteri Bottas  | Kick Sauber-Ferrari     | 1 min 37 s 112 | 1 min 36 s 056 | 2 min 00 s 990 |
| 10 | Zhou Guanyu      | Kick Sauber-Ferrari     | 1 min 37 s 544 | 1 min 36 s 307 | 2 min 03 s 537 |
| 11 | George Russell   | Mercedes                | 1 min 37 s 310 | 1 min 36 s 345 |                |
| 12 | Kevin Magnussen  | Haas-Ferrari            | 1 min 37 s 033 | 1 min 36 s 473 |                |
| 13 | Nico Hülkenberg  | Haas-Ferrari            | 1 min 36 s 924 | 1 min 36 s 478 |                |
| 14 | Daniel Ricciardo | Racing Bulls-Honda RBPT | 1 min 37 s 321 | 1 min 36 s 553 |                |
| 15 | Lance Stroll     | Aston Martin-Mercedes   | 1 min 36 s 961 | 1 min 36 s 677 |                |
| 16 | Pierre Gasly     | Alpine-Renault          | 1 min 37 s 632 |                |                |
| 17 | Esteban Ocon     | Alpine-Renault          | 1 min 37 s 720 |                |                |
| 18 | Alexander Albon  | Williams-Mercedes       | 1 min 37 s 812 |                |                |
| 19 | Yuki Tsunoda     | Racing Bulls-Honda RBPT | 1 min 37 s 892 |                |                |
| 20 | Logan Sargeant   | Williams-Mercedes       | 1 min 37 s 923 |                |                |
| Temps minimal à réaliser pour la qualification : 1 min 42 s 837 (107 % du meilleur temps en SQ1 : 1 min 36 s 110) |                  |                         |                |                |                |

- Les qualifications pour le sprint se déroulent sous la pluie et sur un tracé mouillé ; celui-ci ayant été nouvellement resurfacé, les conditions d'adhérences, en pneus intermédiaires, sont extrêmement précaires. Tant et si bien que le temps valant un départ en tête à Lando Norris, sorti trop large du dernier virage, est d'abord annulé par les commissaires puis lui est rapidement restitué[6]. Il en va de même pour le quatrième temps de Max Verstappen[6]. En début de séance, Charles Leclerc sort de la piste et tape latéralement les protections ; il peut repartir après le changement du museau de sa monoplace mais ne peut faire mieux que septième[6].

## Sprint et qualifications pour le Grand Prix

### Course sprint le samedi  de 11 h à 12 h
| Pos. | Pilote           | Voiture                 | Tours | Temps/Abandon                                   | Grille | Points |
| ---- | ---------------- | ----------------------- | ----- | ----------------------------------------------- | ------ | ------ |
| 1    | Max Verstappen   | Red Bull-Honda RBPT     | 19    | 32 min 04 s 660 (193,366 km/h)                  | 4      | 8      |
| 2    | Lewis Hamilton   | Mercedes                | 19    | + 13 s 043                                      | 2      | 7      |
| 3    | Sergio Pérez     | Red Bull-Honda RBPT     | 19    | + 15 s 258                                      | 6      | 6      |
| 4    | Charles Leclerc  | Ferrari                 | 19    | + 17 s 486                                      | 7      | 5      |
| 5    | Carlos Sainz     | Ferrari                 | 19    | + 20 s 696                                      | 5      | 4      |
| 6    | Lando Norris     | McLaren-Mercedes        | 19    | + 22 s 088                                      | 1      | 3      |
| 7    | Oscar Piastri    | McLaren-Mercedes        | 19    | + 24 s 713                                      | 8      | 2      |
| 8    | George Russell   | Mercedes                | 19    | + 25 s 696                                      | 11     | 1      |
| 9    | Zhou Guanyu      | Kick Sauber-Ferrari     | 19    | + 31 s 951                                      | 10     |        |
| 10   | Kevin Magnussen  | Haas-Ferrari            | 19    | + 37 s 398                                      | 12     |        |
| 11   | Daniel Ricciardo | Racing Bulls-Honda RBPT | 19    | + 37 s 840                                      | 14     |        |
| 12   | Valtteri Bottas  | Kick Sauber-Ferrari     | 19    | + 38 s 295                                      | 9      |        |
| 13   | Esteban Ocon     | Alpine-Renault          | 19    | + 39 s 841                                      | 17     |        |
| 14   | Lance Stroll     | Aston Martin-Mercedes   | 19    | + 40 s 299                                      | 15     |        |
| 15   | Pierre Gasly     | Alpine-Renault          | 19    | + 40 s 838                                      | 16     |        |
| 16   | Yuki Tsunoda     | Racing Bulls-Honda RBPT | 19    | + 41 s 870                                      | 19     |        |
| 17   | Alexander Albon  | Williams-Mercedes       | 19    | + 42 s 998                                      | 18     |        |
| 18   | Logan Sargeant   | Williams-Mercedes       | 19    | + 46 s 352                                      | 20     |        |
| 19   | Nico Hülkenberg  | Haas-Ferrari            | 19    | + 49 s 630                                      | 13     |        |
| 20   | Fernando Alonso  | Aston Martin-Mercedes   | 17    | + 2 tours (crevaison + 10 secondes de pénalité) | 3      |        |

- À l'issue de l'épreuve, Fernando Alonso écope d'une pénalité de dix secondes pour avoir percuté Carlos Sainz Jr. dans le seizième tour lorsqu'il a été dépassé par l'extérieur dans les virages no 7 et 8 ; Alonso a effectué un freinage tardif dans le virage no 9 qui a mené au contact. Sainz subit des dommages tandis qu'Alonso abandonne sur crevaison. Les commissaires sportifs infligent à l'Espagnol, conformément aux directives sur les normes de conduite convenues avec les équipes, une pénalité de dix secondes : « L'article 54.3 du règlement sportif précise que si la pénalité de dix secondes est infligée après la fin d'une séance sprint, alors dix secondes seront ajoutées au temps écoulé du pilote concerné. » Ceux-ci ajoutent que la règle doit néanmoins être modifiée puisque le pilote pénalisé a abandonné : « Nous notons que le règlement concernant le moment où une voiture a abandonné et les conséquences qui en résultent sur les pénalités qui peuvent être imposées ou purgées, en particulier lorsque cette voiture est autrement classée, est quelque peu flou et nous recommandons à la FIA d'envisager d'apporter les modifications nécessaires pour apporter plus de clarté à cette question[8]. »

### Qualifications, le samedi de 15 h à 16 h
| Pos. | Pilote           | Écurie                  | Qualifications 1 | Qualifications 2 | Qualifications 3 |
| --- | ---------------- | ----------------------- | ---------------- | ---------------- | ---------------- |
| 1 | Max Verstappen   | Red Bull-Honda RBPT     | 1 min 34 s 742   | 1 min 33 s 794   | 1 min 33 s 660   |
| 2 | Sergio Pérez     | Red Bull-Honda RBPT     | 1 min 35 s 457   | 1 min 34 s 026   | 1 min 33 s 982   |
| 3 | Fernando Alonso  | Aston Martin-Mercedes   | 1 min 35 s 116   | 1 min 34 s 652   | 1 min 34 s 148   |
| 4 | Lando Norris     | McLaren-Mercedes        | 1 min 34 s 842   | 1 min 34 s 460   | 1 min 34 s 165   |
| 5 | Oscar Piastri    | McLaren-Mercedes        | 1 min 35 s 014   | 1 min 34 s 659   | 1 min 34 s 273   |
| 6 | Charles Leclerc  | Ferrari                 | 1 min 34 s 797   | 1 min 34 s 399   | 1 min 34 s 289   |
| 7 | Carlos Sainz Jr. | Ferrari                 | 1 min 34 s 970   | 1 min 34 s 368   | 1 min 34 s 297   |
| 8 | George Russell   | Mercedes                | 1 min 35 s 084   | 1 min 34 s 609   | 1 min 34 s 433   |
| 9 | Nico Hülkenberg  | Haas-Ferrari            | 1 min 35 s 068   | 1 min 34 s 667   | 1 min 34 s 604   |
| 10 | Valtteri Bottas  | Kick Sauber-Ferrari     | 1 min 35 s 169   | 1 min 34 s 769   | 1 min 34 s 665   |
| 11 | Lance Stroll     | Aston Martin-Mercedes   | 1 min 35 s 334   | 1 min 34 s 838   |                  |
| 12 | Daniel Ricciardo | Racing Bulls-Honda RBPT | 1 min 35 s 443   | 1 min 34 s 934   |                  |
| 13 | Esteban Ocon     | Alpine-Renault          | 1 min 35 s 356   | 1 min 35 s 223   |                  |
| 14 | Alexander Albon  | Williams-Mercedes       | 1 min 35 s 384   | 1 min 35 s 241   |                  |
| 15 | Pierre Gasly     | Alpine-Renault          | 1 min 35 s 287   | 1 min 35 s 463   |                  |
| 16 | Zhou Guanyu      | Kick Sauber-Ferrari     | 1 min 35 s 505   |                  |                  |
| 17 | Kevin Magnussen  | Haas-Ferrari            | 1 min 35 s 516   |                  |                  |
| 18 | Lewis Hamilton   | Mercedes                | 1 min 35 s 573   |                  |                  |
| 19 | Yuki Tsunoda     | Racing Bulls-Honda RBPT | 1 min 35 s 746   |                  |                  |
| 20 | Logan Sargeant   | Williams-Mercedes       | 1 min 36 s 358   |                  |                  |
| Temps minimal à réaliser pour la qualification : 1 min 41 s 373 (107 % du meilleur temps en Q1 : 1 min 34 s 742) |                  |                         |                  |                  |                  |

## Course

### Classement de la course
| Pos. | no | Pilote           | Écurie                  | Tours | Temps/Abandon                            | Grille | Points |
| ---- | -- | ---------------- | ----------------------- | ----- | ---------------------------------------- | ------ | ------ |
| 1    | 1  | Max Verstappen   | Red Bull-Honda RBPT     | 56    | 1 h 40 min 52 s 554 (181,450 km/h)       | 1      | 25     |
| 2    | 4  | Lando Norris     | McLaren-Mercedes        | 56    | + 13 s 773                               | 4      | 18     |
| 3    | 11 | Sergio Pérez     | Red Bull-Honda RBPT     | 56    | + 19 s 160                               | 2      | 15     |
| 4    | 16 | Charles Leclerc  | Ferrari                 | 56    | + 23 s 623                               | 6      | 12     |
| 5    | 55 | Carlos Sainz     | Ferrari                 | 56    | + 33 s 983                               | 7      | 10     |
| 6    | 63 | George Russell   | Mercedes                | 56    | + 38 s 724                               | 8      | 8      |
| 7    | 14 | Fernando Alonso  | Aston Martin-Mercedes   | 56    | + 43 s 414                               | 3      | 6 + 1  |
| 8    | 81 | Oscar Piastri    | McLaren-Mercedes        | 56    | + 56 s 198                               | 5      | 4      |
| 9    | 44 | Lewis Hamilton   | Mercedes                | 56    | + 57 s 986                               | 18     | 2      |
| 10   | 27 | Nico Hülkenberg  | Haas-Ferrari            | 56    | + 1 min 00 s 476                         | 9      | 1      |
| 11   | 31 | Esteban Ocon     | Alpine-Renault          | 56    | + 1 min 02 s 812                         | 13     |        |
| 12   | 23 | Alexander Albon  | Williams-Mercedes       | 56    | + 1 min 05 s 506                         | 14     |        |
| 13   | 10 | Pierre Gasly     | Alpine-Renault          | 56    | + 1 min 09 s 223                         | 15     |        |
| 14   | 24 | Zhou Guanyu      | Kick Sauber-Ferrari     | 56    | + 1 min 11 s 689                         | 16     |        |
| 15   | 18 | Lance Stroll     | Aston Martin-Mercedes   | 56    | + 1 min 22 s 786                         | 11     |        |
| 16   | 20 | Kevin Magnussen  | Haas-Ferrari            | 56    | + 1 min 27 s 533 (dont 10 s de pénalité) | 17     |        |
| 17   | 2  | Logan Sargeant   | Williams-Mercedes       | 56    | + 1 min 35 s 110 (dont 10 s de pénalité) | 19     |        |
| Abd. | 3  | Daniel Ricciardo | Racing Bulls-Honda RBPT | 33    | Accrochage                               | 12     |        |
| Abd. | 22 | Yuki Tsunoda     | Racing Bulls-Honda RBPT | 26    | Accrochage                               | 19     |        |
| Abd. | 77 | Valtteri Bottas  | Kick Sauber-Ferrari     | 19    | Moteur                                   | 10     |        |

### Pole position et record du tour
- Pole position :  Max Verstappen (Red Bull-Honda RBPT) en 1 min 33 s 660 (208,801 km/h)[13].
- Meilleur tour en course :   Fernando Alonso ( Aston Martin-Mercedes) en 1 min 37 s 810 (200,630 km/h) au quarante-cinquième tour ; septième de l'épreuve, il remporte le point bonus associé[14].

### Tours en tête
- Max Verstappen (Red Bull-Honda RBPT) : 51 tours (1-13 / 19-56)[15]
- Lando Norris (McLaren-Mercedes) : 5 tours (14-18)

## Classements généraux à l'issue de la course
| Pos. | Pilote           | Écurie                  | Points |
| ---- | ---------------- | ----------------------- | ------ |
| 1    | Max Verstappen   | Red Bull-Honda RBPT     | 110    |
| 2    | Sergio Pérez     | Red Bull-Honda RBPT     | 85     |
| 3    | Charles Leclerc  | Ferrari                 | 76     |
| 4    | Carlos Sainz Jr. | Ferrari                 | 69     |
| 5    | Lando Norris     | McLaren-Mercedes        | 58     |
| 6    | Oscar Piastri    | McLaren-Mercedes        | 38     |
| 7    | George Russell   | Mercedes                | 33     |
| 8    | Fernando Alonso  | Aston Martin-Mercedes   | 31     |
| 9    | Lewis Hamilton   | Mercedes                | 19     |
| 10   | Lance Stroll     | Aston Martin-Mercedes   | 9      |
| 11   | Yuki Tsunoda     | Racing Bulls-Honda RBPT | 7      |
| 12   | Oliver Bearman   | Ferrari                 | 6      |
| 13   | Nico Hulkenberg  | Haas-Ferrari            | 4      |
| 14   | Kevin Magnussen  | Haas-Ferrari            | 1      |

| Pos. | Écurie                  | Points |
| ---- | ----------------------- | ------ |
| 1    | Red Bull-Honda RBPT     | 195    |
| 2    | Ferrari                 | 151    |
| 3    | McLaren-Mercedes        | 96     |
| 4    | Mercedes                | 52     |
| 5    | Aston Martin-Mercedes   | 40     |
| 6    | Racing Bulls-Honda RBPT | 7      |
| 7    | Haas-Ferrari            | 5      |

## Statistiques

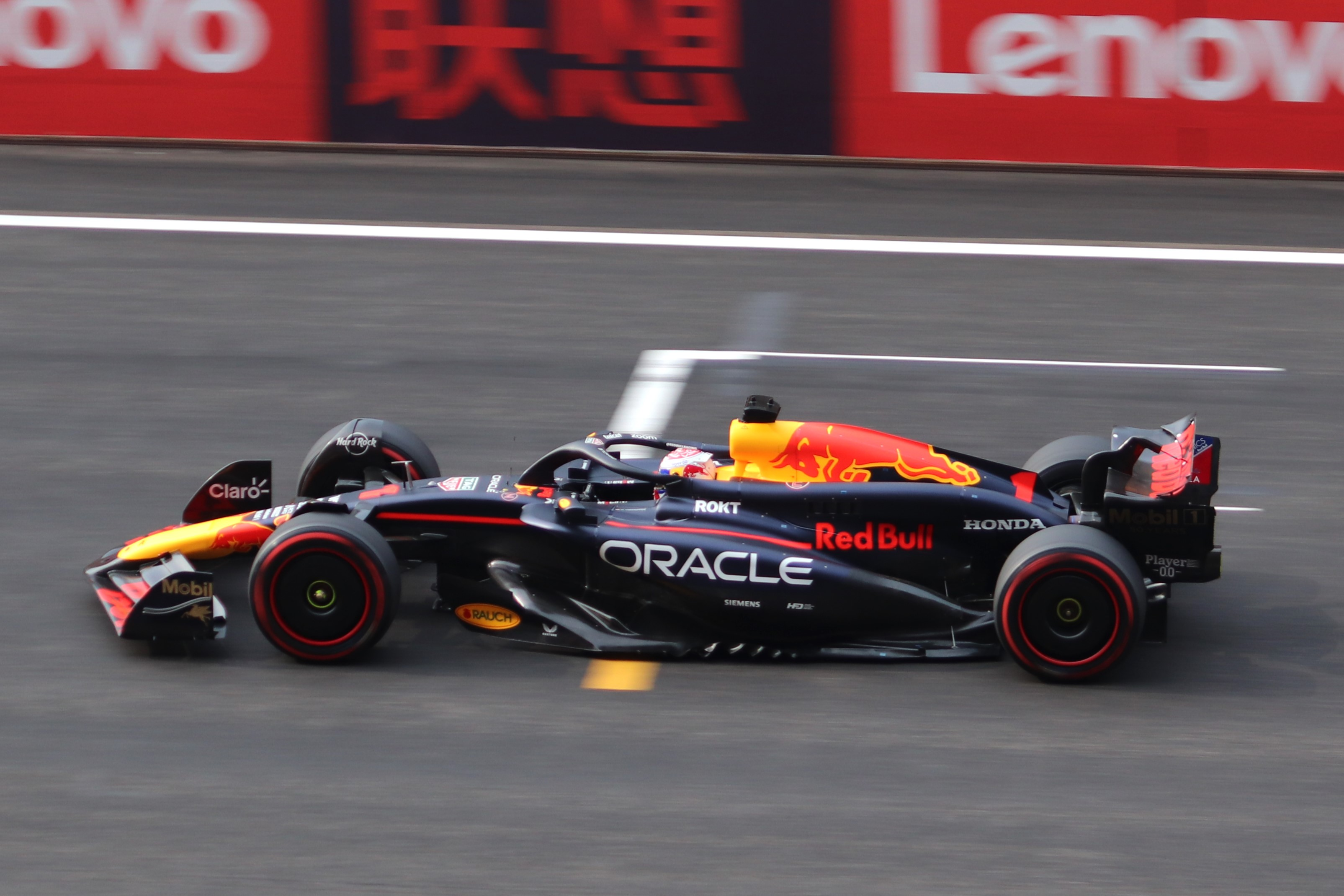
Max Verstappen au Grand Prix de Chine.

Le Grand Prix de Chine 2024 représente :
- la 37e pole position de Max Verstappen, invaincu dans cet exercice en cinq Grands Prix disputés depuis le début de la saison[18] ;
- la 100e pole position de Red Bull Racing[19] ;
- la 58e victoire de Max Verstappen, sa quatrième de la saison[20] ;
- la 117e victoire de Red Bull Racing[21],[22] ;
- la 25e victoire de Honda RBPT en tant que motoriste[23] ;

Au cours de ce Grand Prix :
- George Russell passe la barre des 500 points inscrits en Formule 1 (502 points)[24] ;
- avec 208 départs en Grand Prix sans aucune victoire, Nico Hülkenberg rejoint Andrea De Cesaris en tête de ce classement[25] ;
- Lando Norris est élu « pilote du jour » à l'issue d'un vote organisé sur le site officiel de la Formule 1[26] ;
- Vitantonio Liuzzi (80 départs en Grands Prix entre 2005 et 2011, 26 points inscrits) est nommé conseiller par la FIA pour aider dans leurs jugements le groupe des commissaires de course[27].